# Pancratium st-mariae
Pancratium st-mariae är en amaryllisväxtart som beskrevs av Ethelbert Blatter och F. Hallberg. Pancratium st-mariae ingår i släktet Pancratium och familjen amaryllisväxter. Inga underarter finns listade i Catalogue of Life.